# Kalszang Gyaco
Kalszang Gyaco (wylie: bskal bzang rgya mtsho), (1708. szeptember 3. – 1757. március 22.) vagy Kelszang Gyaco és Kezang Gyaco a 7. dalai láma.

## Élete
Kalszang Gyaco Tibet keleti részén született Lithang megyében, a mai Kína területén, Szecsuan tartományban. Akkoriban a dalai lámák tisztségét Ngavang Jesej Gyaco töltötte be, akit Loszang kán ültetett a trónra „az igazi 6. dalai lámaként” Cangjan Gyaco helyett. Még Ngavang Jesej Gyaco töltötte be akkor is a tisztséget (bár a tibetiek többsége nem tekintette őt legitim dalai lámának) amikor a Litang kolostor egyik szerzetese, a necsung orákulumon keresztül spontán közvetítéssel ismerte fel Kalszang Gyacót a korábbi dalai láma, Cangjang Gyaco reinkarnációjaként. Ez ellentmondásba ütközött Loszang kán dalai lámájával, amely veszélyt hozott a gyermekre. Ezt követően egy lhászai küldöttség vezetője szintén megerősítette, hogy a gyermek Cangjang Gyaco reinkarnációja. A gyermeket az éj leple alatt elszállították a Litang kolostorba. 1715-ben a Kanghszi császár támogatása mellett Kalszang Gyaco átkerült a Kumbum kolostorba. A kolostori felvételét a dalai lámákhoz illő hivatalos szertartások mellett hajtották végre, amely nyílt kihívásos üzenet volt Loszang kán dalai lámája felé. Kalszang Gyaco ekkor 12 éves volt.
Kalszang Gyaco igen hamar igazi csodagyereknek bizonyult hatalmas bölcsességével. Híressé vált az a képessége, hogy képes volt spontán versírásra. A híres egykori buddhista mester és költő Congkapa víziója után Kalszang Gyaco fiatalkorában Közép-Tibetbe utazott, ahol több ezer ember számára tartott beszédet.
A Dzsungár kánság 1717-ben megszállta Tibetet és nagy közmegelégedésre Ngavang Jesej Gyacót letaszították a trónjáról, Loszang kánt pedig kivégezték. A tibetiek jó akaratát kihasználó megszállók azonban hamarosan fosztogatásba és mészárlásba kezdtek, és 1718-ban legyőzték a Kanghszi császár által tibetiek megmentésére küldött csapatot is a Szalvín-folyó melletti ütközetben.
Sok nyingma és bon gyakorlót végeztek ki és a tibetieknek meg kellett mutatniuk a dzsungár hivatalnokoknak a nyelvüket, hogy bizonyítsák, hogy felhagytak a mantrák szavalásával, amelytől állítólag a nyelv színe feketévé vagy barnává változott. Ilyen módon válogatták ki a nyingma és bon varázsmantrákat használó egyéneket. A nyelv kiöltése a mai napig megmaradt a tibeti kultúrában a köszöntéskor kifejezett tisztelet egyik eszközeként.

## Trónra kerülése
1720-ban sikerült elkergetni a dzsungárokat Tibetből, miután a Kanghszi császár küldött egy második és sokkal nagyobb sereget a tibetiek segítségére, és Polhané Szönam Topgyé herceg és Khangcsenné nyugati kormányzó segítségével diadalmaskodtak az idegenekkel szemben. Magukkal vitték Kalszang Gyacót Kumbumból Lhászába, ahol felavatták a trónra 7. dalai lámaként a Potala palotában 1721-ben vagy 1720 novemberben. Szerzetesi fogadalmát az 5. pancsen láma, Loszang Jesi előtt tette le, és tőle kapta a Kalszang Gyaco nevet. A teljes szerzetesi fogadalmat 1726-ban tette le. Legfőbb tanítója a pancsen lámán kívül Ngavang Jonten volt, a Salu kolostor apátja, akiktől megtanulta a legfontosabb buddhista filozófiai iskola nézeteit, és mind a szútrák és a tantrák kiváló ismerője lett. Hatalmas tudóssá vált és rengeteg könyvet írt, elsősorban a tantráról. Ismertek voltak költeményei, amelyek, a 6. dalai lámával ellentétben, főleg vallási témájúak voltak.
A Kanghszi császár (1622–1723) 1727-ben kikiáltotta, hogy a Csing Birodalom protektorátusa alá tartozik Tibet, ahol két politikai főbiztost állított fel, valamint egy csapatot állomásoztatott Lhászában. A város falait lerombolták és Kham tartományt a kínai Szecsuan tartományhoz csatolták. A Csing protektorátus a Csing-dinasztia végéig (1912) létezett.
A csingek támogatása mellett Polhané Szönam Topgyé uralkodott Tibetben 1728 és 1747 között. 1728-ban Kalszang Gyacót meghívták egy látogatásra Pekingbe, azonban Polhané Szönam Topgyé Lhászából áthelyezte őt Litang-megyébe, hogy kevesebb esélye legyen a kormányzás befolyásolására. Polhané Szönam Topgyé halála után a fia, Gyurme Namgyal uralkodott, amíg 1750-ben meg nem gyilkolták. Az ezt követő zavargások során megölték a Gyurme Namgyallal végző hivatalnokokat. A zendülést a 7. dalai láma közbenjárásával sikerült lecsillapítani. A csing hadsereg behatolt Tibetbe és helyreállította a rendet.

## A régensek eltávolítása és a Kasag megalapítása
A régensek eltávolításának és a Kasag megalapításának kétféle elbeszélése létezik. A kínai verzió szerint Csien-lung kínai császár (1711–1799; uralkodása: 1737–1796) 1751-ben kiadott egy 13 pontos határozatot, amely eltörölte a régens (Desi) pozícióját, és a tibeti kormányzást egy négyfős minisztertanács, a Kasang kezébe adta. A dalai láma visszaköltözött Lhászába és névlegesen az új kormány élére állhatott. A tibeti verzió szerint 1751-ben az akkor 43 éves dalai láma alkotmányosította a minisztertanácsot, a Kasagot, hogy irányítsák tibeti kormányt, és eltörölte a régens intézményét, mivel az túl nagy hatalmat adott egy ember számára. A dalai láma ekkor vált Tibet spirituális és politikai vezetőjévé.
„Tibet királyát vagy kormányzóját 1750-től nem Kína nevezte meg, és a dalai lámát hallgatólagosan Tibet uralkodójaként ismerték el, két terület kivételével. Egyfelől Kham és Amdo tartományokban, másfelől Ladakban, amely először a Mogul Birodalom hűbérese volt, majd a dograi háború (1834–1842) után Kasmírhoz tartozott.”
1753-ban Kalszang Gyaco megalapította a Potala palotában a ce iskolát, és megépítette a Norbulingka palota területén a Norling Kalszang Phodrang palota épületet. Sabdung Rinpocse Dzsigmi Dagpa (1724–1761), Bhután spirituális vezetőjének kérésére a 7. dalai láma segítséget nyújtott egy bhutáni kolostor arany és réz tetejének megépítésében.